# Piotr Łuszczykiewicz
Piotr Łuszczykiewicz (ur. 28 maja 1964 w Kaliszu) – polski literaturoznawca, doktor habilitowany nauk humanistycznych. 

## Życiorys
W 1983 ukończył  egzaminem dojrzałości I Liceum Ogólnokształcącym im.  Adama Asnyka w Kaliszu.
Naukowy tytuł doktora uzyskał w 1992 na podstawie pracy pt. O poezji miłosnej St. Grochowiaka. (Studium z poetyki współczesnego erotyku) (promotorem była dr hab. Aleksandra Okopień-Sławińska). Osiemnaście lat później, tj. w 2010 roku, habilitował się na podstawie oceny dorobku naukowego i rozprawy pt. Piosenka w poezji pokolenia ery transformacji (1984-2009).
Specjalizuje się w historii literatury XX w. oraz teorii literatury. Jest pracownikiem zamiejscowego wydziału UAM w Poznaniu. 
W uczelni uzyskał, jako jeden z wielu, funkcję profesorską. Wykonywał obowiązki w Wydziale Pedagogiczno-Artystycznym w Kaliszu. W okresie 2016–2024, pełnił funkcję dziekana. Realizował się też jako  kierownik  Zakładu Studiów Polonistycznych i Komunikacji Medialnej. 
W 2024 z ramienia Koalicji Obywatelskiej wystartował bez powodzenia i zaliczył porażkę w wyborach do Parlamentu Europejskiego z okręgu nr 7.
Porażka ta była poprzedzona porażką w przegranych przez polonistę wyborach bezpośrednich na urząd Prezydenta Miasta Kalisza.